# Swiss Express
De Swiss Express was een Zwitserse sneltrein voor de Mittellandlinie tussen St.Gallen en Genève via Zurich en Bern. De trein werd in 1974 samen met de Heitersbergtunnel in gebruik genomen. De naam Swiss Express is tot 1982 gehandhaafd, de trein heeft nog tot 1986 gereden op de Mittellandroute.

## Ontwikkeling
In 1972 bestonden de Zwitserse spoorwegen 125 jaar en de SBB wilde, ter gelegenheid daarvan, een trein op de rails brengen met de modernste technieken. Net als bij de Britse Advanced Passenger Train en de Franse Grand confort-rijtuigen werd bij het ontwerp voor een kantelbak constructie gekozen teneinde op bestaand spoor sneller te kunnen rijden.
De trein werd tevens voorzien van automatische UIC koppelingen, die in heel Europa geïntroduceerd zouden worden. In 1972 kwam de uit vier verschillende EW III (Einheitswagen 3) rijtuigen bestaande trein op de rails.
- III AD bagagerijtuig met vijf eerste klas werkcoupés
- III A eerste klas salonrijtuig
- III WR restauratierijtuig
- III B tweede klas salonrijtuig

Als locomotief werd een aantal Re 4/4 II omgebouwd tot Re 4/4 II SE met automatische koppelingen. De proefritten met de kantelbaktrein waren succesvol. Het gebruik van een zware, losse locomotief betekende echter dat de snelheid nauwelijks verhoogd kon worden. Het kantelbakidee is dan ook losgelaten en de serieproductie van de EW III rijtuigen is dan ook niet voorzien van een kantelbaksysteem. De opgedane kennis is later gebruikt bij de ontwikkeling van het ICN-treinstel.

## Exploitatie
De Swiss Express had een vaste samenstelling van 14 EW III rijtuigen en een locomotief. De treinsamenstelling bij vertrek uit Zürich was Re 4/4 SE + 7x III B + III WR + 5x III A + 1x III AD. De locomotieven waren zo gedraaid dat de stroomafnemer van de locomotief in Zürich aan de achterkant van de locomotief zat. Bij vertrek uit St.Gallen of Genève was de treinsamenstelling precies omgekeerd. Door de automatische koppeling konden de treinen niet aan ander materieel gekoppeld worden. SBB voorzag een aantal sputniks van een automatische koppeling aan de ene en een normale koppeling aan de andere kant zodat toch gerangeerd kon worden. Voor het uitvoeren van de dienstregeling waren vijf garnituren nodig, een zesde werd als reserve achter de hand gehouden.
De naam van de trein is tot de invoering van de starre dienstregeling in 1982 gehandhaafd. Daarna heeft het materieel samen met de opvolger EW IV de Intercitydienst verzorgd. Na enkele storingen in de airconditioning en de beschikbaarheid van steeds meer EW IV rijtuigen is besloten om de EW III rijtuigen uit de Intercitydienst terug te trekken.

## Trek-duw trein
In 1986 is begonnen met de ombouw van de rijtuigen tot trek-duw treinen. Hiervoor zijn zeven III B rijtuigen voorzien van een stuurstand. De treinen zijn daarna ingezet op de route Zürich Flughafen - Luzern - Bern. De restauratierijtuigen (III WR) zijn niet in de trek-duw treinen ingezet maar voorzien van standaard koppelingen. De III WR zijn tot 2000 ingezet in Intercity's met EW IV rijtuigen. In 2004 zijn de EW III rijtuigen verkocht aan de BLS en de locomotieven weer voorzien van een normale koppeling.